# Iker Alday
Iker Alday Igartua (Algorta, Guecho, 23 de junio de 2003) es un futbolista español que juega como Central en la SD Eibar de la Segunda División Española.

## Trayectoria
Nacido en Algorta, Getxo, se une al fútbol base de la SD Eibar procedente del Arenas de Getxo, debutando con el filial el 5 de septiembre de 2021 al partir como titular en un empate por 0-0 frente al Amurrio Club en la Tercera División RFEF. Logra debutar con el primer equipo el 12 de febrero de 2023 al entrar como suplente en los minutos finales de una derrota por 0-3 frente al FC Cartagena en la Segunda División.

## Clubes
Actualizado al último partido disputado el 7 de mayo de 2023.
| Club       | País   | Año       | Partidos | Goles |
| ---------- | ------ | --------- | -------- | ----- |
| CD Vitoria | España | 2021-act. | 57       | 6     |
| SD Eibar   | España | 2023-act. | 1        | 0     |